# Чернуш, Тибор
Тибор Чернуш (27 июня 1927 — 9 сентября 2007) — венгерский художник и иллюстратор.

## Биография
Тибор Чернуш родился 27 июня 1927 в венгерском городе Кондорош. После учёбы в Академии изобразительных искусств в Будапеште регулярно (с 1949 по 1957) выставлялся в столице. В 1964 году эмигрировал в Париж, где жил до своей смерти в 2007 году.

Так как его картины не имели спроса на родине, Чернуш подрабатывал книжным иллюстратором, рисуя обложки для научно-фантастических книг.

В 1997 Чернуш получил венгерскую национальную премию имени Кошута.

## В России
В 2013 году в рамках проекта «Дни Венгрии в России» в Нижнем Новгороде состоялась выставка под названием «В мастерской Тибора Чернуша», включившая в себя 90 работ художника.